# Tunnel du Berg Bock
Le tunnel du Berg Bock est un tunnel en Thuringe, en Allemagne. Il mesure 2 738 mètres de longueur.